# Castell de Jaunpil
Castell de Jaunpil (en letó: Jaunpils pils) és un castell a la històrica regió de Zemgale, a 5 km de Tukums a Letònia. El castell fortificat, ha estat convertit en un hotel.
El castell va ser construït el 1301 pel mestre de la branca alemanya de l'Orde Livonià, Gottfried von Roga. La torre va ser afegida al segle xv. El castell va ser severament danyat a la guerra pels suecs en 1625.
Més tard es va afegir un tercer pis i l'antiga fortalesa es va convertir en una mansió amb totes les comoditats de finals del segle xvii. L'edifici va ser reconstruït parcialment al segle xviii, i incendiat durant la Revolució Russa de 1905. Un any més tard va ser reconstruït per l'arquitecte Wilhelm Bockslaff.